# Керемли, Эльгиз Назим оглы
Эльгиз Назим оглы Карамли (азерб. Kərəmli Elgiz Nazim oğlu; 28 февраля 1992, Физули, Азербайджан) — азербайджанский футболист, амплуа — полузащитник. Защищал цвета юношеских и молодёжной сборных Азербайджана.

## Биография
Родившийся в 1992 году в Физулинской районе Азербайджана Эльгиз Керемли начал заниматься футболом в возрасте 10 лет в детской футбольной школе «Шефа», под руководством опытного тренера Ислама Керимова. Провел здесь два года.
С 2004 по 2010 года обучался азам футбола в разных возрастных группах ФК «Карабах». Начав играть с юношеской группы до 15 лет, затем перешёл в группу до 17 лет, а далее в дубль команды.

## Клубная карьера

### Чемпионат
С 2010 по 2012 года защищал цвета агдамского «Карабаха», в дубле которого в 2010 году стал победителем первенства Азербайджана среди дублирующих составов. В 2012 году провел пол сезона в составе бакинского «Нефтчи». В январе 2013 года, во время зимнего трансферного окна перешёл в гянджинский «Кяпаз», где провел один сезон. С лета 2013 года является игроком клуба «Араз-Нахчыван».

### Кубок
Будучи игроком ФК «Араз-Нахчыван» провел в Кубке Азербайджана 2 игры.
| № | Дата           | Раунд                    | Клуб              | Соперник        | Итог  |
| - | -------------- | ------------------------ | ----------------- | --------------- | ----- |
| 1 | 4 декабря 2013 | Второй раунд, 1/8 финала | «Араз-Нахчыван»   | «Симург»        | 2 : 2 |
| 2 | 19 марта 2014  | 1/4 финала               | «Хазар-Ленкорань» | «Араз-Нахчыван» | 1 : 0 |

## Сборная Азербайджана

### Юношеские сборные
Защищал цвета юношеских сборных Азербайджана до 15, 17 и 19 лет.
Дебютировал в составе юношеской сборной Азербайджана до 19 лет 19 апреля 2010 года в турецком городе Эскишехир в квалификационном матче Чемпионата Европы против сборной Испании.

## Достижения
- 2014 год — победитель Первого Дивизиона Азербайджана в составе ФК «Араз-Нахчыван».